# Primo sergente
Primo sergente è un grado militare competente a diverse forze armate mondiali.

## Argentina
Nell'Esercito Argentino il grado di Sargento Primero è equiparabile al sergente maggiore dell'Esercito e dell'Aeronautica Militare Italiana e al brigadiere dell'Arma dei Carabinieri; nelle altre forze armate argentine i gradi omologhi sono nella Marina Argentina Suboficial segundo e nella Fuerza Aérea Argentina Suboficial Auxiliar

## Egitto
Nelle forze armate egiziane esistono due livelli di grado del ruolo sergenti: Primo sergente (in arabo رقيب أول‎? translitterato: Rāqīb 'awwāl) e sergente (in arabo رقيب ‎? translitterato: Rāqīb); il grado è comune all'esercito, alla Marina e all'Aeronautica egiziana.
| Esercito egiziano                 | Esercito egiziano      | Marina militare egiziana          | Marina militare egiziana | Aeronautica militare egiziana     | Aeronautica militare egiziana |  |
| Primo sergente                    | Sergente               | Primo sergente                    | Sergente                 | Primo sergente                    | Sergente                      |  |
| in arabo رقيب أول‎? (Rāqīb 'awwāl) | in arabo رقيب‎? (Rāqīb) | in arabo رقيب أول‎? (Rāqīb 'awwāl) | in arabo رقيب‎? (Rāqīb)   | in arabo رقيب أول‎? (Rāqīb 'awwāl) | in arabo رقيب‎? (Rāqīb)        |  |
| --------------------------------- | ---------------------- | --------------------------------- | ------------------------ | --------------------------------- | ----------------------------- |  |
|                                   |                        |                                   |                          |                                   |                               |  |

## Finlandia
Nelle forze armate finlandesi, dove esistono tre gradi distinti del ruolo sergenti il grado è Ylikersantti (finlandese) o Översergeant (svedese), letteralmente Primo sergente, che corrisponde nelle forze armate italiane al Sergente maggiore dell'Esercito e dell'Aeronautica e al secondo capo della Marina Militare..

## Grecia
Nell'esercito greco il grado corrispondente è Archilochias (greco: Αρχιλοχίας), diviso in due livelli di grado, che tuttavia nella comparazione dei gradi degli eserciti della NATO corrispondono al grado di maresciallo e maresciallo ordinario delle forze armate italiane.

## Perù
Nelle forze armate peruviane il sergente fa parte della truppa.
| Rango    | Truppa           | Truppa           | Truppa | Truppa  |
| -------- | ---------------- | ---------------- | ------ | ------- |
| Insignia |                  |                  |        |         |
| Grado    | Sargento primero | Sargento segundo | Cabo   | Soldado |

## Spagna
Nelle forze armate spagnole il grado si Sargento Primero corrisponde al grado di sergente maggiore dell'Esercito Italiano e dell'Aeronautica Militare Italiana e al grado di secondo capo della Marina Militare Italiana.

## Stati Uniti d'America
First sergeant è l'ottavo rango degli arruolati nell'Esercito degli Stati Uniti. Il First sergeant è un Sottufficiale di rilevante importanza a livello di battaglione, superiore del sergeant first class (sergente di prima classe), inferiore al sergeant major (sergente maggiore) e di pari livello, ma non di comando, al Master sergeant.
Secondo la comparazione dei gradi della NATO il grado di Master sergeant e First sergeant nelle forze armate italiane corrispondono rispettivamente al maresciallo ordinario e al maresciallo maggiore dell'Esercito e dell'Aeronautica Militare.
Nella US Air Force non esiste il grado di First Sergeant, ma i gradi Master Sergeant, Senior Master Sergeant, Chief Master Sergeant presentano anche una versione First Sergeant, segnalata da un rombo al centro dello stemma, che non è un grado a sé stante, ma contraddistingue i sottufficiali a cui sono assegnati addizionali compiti e responsabilità.

### Distintivi di grado

Distintivo di grado di First sergeant dello U.S. Army, indossato sulle maniche.
Distintivo di grado di First sergeant dello U.S. Marine Corps, indossato sulle maniche.
Distintivo di grado di First sergeant della U.S. Air Force, indossato sulle maniche.

#### US Army
| Distintivo    | |                                                              |                                                 |                                    |                                 |                                 |                                                 |                                  |                     |  |  |  |  |
| Grado         | Senior Enlisted Advisor to the Chairman (Sottufficiale consigliere del Capo dello stato maggiore congiunto) | Sergeant Major of the Army (Sergente Maggiore dell'esercito) | Command Sergeant Major (Sergente maggiore capo) | Sergeant Major (Sergente Maggiore) | First Sergeant (Primo Sergente) | Master Sergeant (Sergente Capo) | Sergeant First Class (Sergente di prima classe) | Staff Sergeant (Sergente scelto) | Sergeant (Sergente) |  |  |  |  |
| Abbreviazione | SEAC | SMA                                                          | CSM                                             | SGM                                | 1SG                             | MSG                             | SFC                                             | SSG                              | SGT                 |  |  |  |  |

#### US Air Force
| Codice USA | E-10 | E-9                                                                            | E-9                                                    | E-9                                        | E-9                                        | E-8                                                  | E-8                                                  | E-7                              | E-7                              | E-6                                   | E-5                              |
| Codice NATO | OR-9 | OR-9                                                                           | OR-9                                                   | OR-9                                       | OR-9                                       | OR-8                                                 | OR-8                                                 | OR-7                             | OR-7                             | OR-6                                  | OR-5                             |
| --- | --- | ------------------------------------------------------------------------------ | ------------------------------------------------------ | ------------------------------------------ | ------------------------------------------ | ---------------------------------------------------- | ---------------------------------------------------- | -------------------------------- | -------------------------------- | ------------------------------------- | -------------------------------- |
| Distintivo di grado | |                                                                                |                                                        |                                            |                                            |                                                      |                                                      |                                  |                                  |                                       |                                  |
| Grado | Senior Enlisted Advisor to the Chairman (Sottufficiale consigliere del Capo dello stato maggiore congiunto) | Chief master sergeant of the Air Force (sergente maggiore capo dell'Aviazione) | Command chief master sergeant (Sergente maggiore capo) | Chief master sergeant1 (Sergente maggiore) | Chief master sergeant1 (Sergente maggiore) | Senior master sergeant1 (sergente capo di 1ª classe) | Senior master sergeant1 (sergente capo di 1ª classe) | Master sergeant1 (sergente capo) | Master sergeant1 (sergente capo) | Technical sergeant (sergente tecnico) | Staff sergeant (sergente scelto) |
| Abbreviazione | SEAC | CMSAF                                                                          | CCM                                                    | CMSgt                                      | CMSgt                                      | SMSgt                                                | SMSgt                                                | MSgt                             | MSgt                             | TSgt                                  | SSgt                             |
| 1 I gradi di Master sergeant, Senior master sergeant, Chief master sergeant presentano anche una versione First sergeant (primo sergente), segnalata da un rombo al centro dello stemma. Non è un grado a sé stante, ma contraddistingue i sottufficiali a cui sono assegnati addizionali compiti e responsabilità. | |                                                                                |                                                        |                                            |                                            |                                                      |                                                      |                                  |                                  |                                       |                                  |

#### US Marine Corps
| distintivo di grado sulle maniche |                                           |                                                 |                             |                             |                                          |                             |                                                     |                             |                             |
| denom. del grado | Senior enlisted advisor to the chairman   | Sergeant major of the Marine Corps1             | Sergeant major              | Master gunnery sergeant     | First sergeant                           | Master sergeant             | Gunnery sergeant                                    | Staff sergeant              | Sergeant                    |
| abbreviazione | SEAC                                      | SMMC (SgtMajMC)                                 | SgtMaj                      | MGySgt                      | 1stSgt                                   | MSgt                        | GySgt                                               | SSgt                        | Sgt                         |
| trad. lett. ita. approssimativa | sottufficiale decano consigliere del Capo | sergente maggiore (decano) del Corpo dei Marine | sergente maggiore           | sergente capitano d'armi    | primo sergente                           | sergente capo               | sergente d'armi                                     | sergente scelto             | sergente                    |
| compar. ufficiale coi gradi italiani | nessuna equivalenza                       | primo luogotenente sottufficiale di Corpo       | luogotenente                | primo maresciallo           | maresciallo capo / maresciallo ordinario | maresciallo                 | sergente maggiore aiutante / sergente maggiore capo | sergente maggiore           | sergente                    |
| Codice NATO | OR-9                                      | OR-9                                            | OR-9                        | OR-9                        | OR-8                                     | OR-8                        | OR-7                                                | OR-6                        | OR-5                        |
| Ruolo ITA | Ruolo marescialli                         | Ruolo marescialli                               | Ruolo marescialli           | Ruolo marescialli           | Ruolo marescialli                        | Ruolo marescialli           | Ruolo sergenti                                      | Ruolo sergenti              | Ruolo sergenti              |
| Categoria ITA | Categoria dei sottufficiali               | Categoria dei sottufficiali                     | Categoria dei sottufficiali | Categoria dei sottufficiali | Categoria dei sottufficiali              | Categoria dei sottufficiali | Categoria dei sottufficiali                         | Categoria dei sottufficiali | Categoria dei sottufficiali |
| - 1: sebbene il singolo SMMC in servizio sia ufficialmente un E-9, assolvendo incarichi particolari e percependo indennità speciali, il suo livello di retribuzione è a volte ufficiosamente (e quindi erroneamente) chiamato "E-10". |                                           |                                                 |                             |                             |                                          |                             |                                                     |                             |                             |

### Unione Sovietica e Russia
Nelle forze armate della Federazione Russa e in precedenza nelle forze armate sovietiche il livello del ruolo sergenti si articola su quattro livelli:
- Seniore (russo: Старшина́; traslitterato: Staršiná) omologabile nelle forze armate italiane al sergente maggiore capo dell'Esercito e dell'Aeronautica e al secondo capo scelto della Marina
- Sergente maggiore (russo: Ста́рший сержа́нт; translittarato: Stáršij seržánt) o 1º sergente, omologabile nelle forze armate italiane al sergente maggiore dell'Esercito e dell'Aeronautica e al secondo capo della Marina
- Sergente (russo: Сержа́нт; traslitterato: Seržánt) omologabile nelle forze armate italiane al grado di sergente
- Sergente inferiore o Vice sergente (russo: Мла́дший сержа́нт; translittarato: Mládšij seržánt) omologabile nelle forze armate italiane al massimo grado della categoria dei graduati di truppa.

Nella marina russa i gradi di staršina (traducibile come seniore), paragonabili al ruolo sergenti della Marina Militare Italiana, si articolano su quattro livelli, anche se tuttavia il grado più alto di Glavnyj korabel'nyj staršina potrebbe essere equiparato ai gradi di capo di terza o seconda classe della Marina Militare:
- Glavnyj staršina korabel'nyj (OR-7)
- Glavnyj staršina (OR-7)
- Staršina 1 stat'i (OR-5)
- Staršina 2 stat'i (OR-4)

Quello di seniore è stato il grado più alto tra i sottufficiali delle forze armate sovietiche fino al 1972, quando vennero introdotti nell'Esercito, nelle Forze missilistiche strategiche, nelle Truppe di difesa aerea e nell'Aeronautica i gradi di Praporščik e Staršij praporščik, e nella Marina i gradi di Mičman e Staršij mičman corrispondenti ai Warrant Officer delle forze armate americane.
| Equivalente NATO  | OR-7             | OR-7                           | OR-6                           | OR-6                           | OR-6                           | OR-6                           | OR-6                           | OR-6             | OR-5             | OR-5             | OR-5             | OR-5             | OR-5             | OR-5                          | OR-4                          | OR-4 |
| ----------------- | ---------------- | ------------------------------ | ------------------------------ | ------------------------------ | ------------------------------ | ------------------------------ | ------------------------------ | ---------------- | ---------------- | ---------------- | ---------------- | ---------------- | ---------------- | ----------------------------- | ----------------------------- | ---- |
| Russia (bandiera) |                  |                                |                                |                                |                                |                                |                                |                  |                  |                  |                  |                  |                  |                               |                               |      |
| старшина́ seniore  | старшина́ seniore | ста́рший сержа́нт primo sergente | ста́рший сержа́нт primo sergente | ста́рший сержа́нт primo sergente | ста́рший сержа́нт primo sergente | ста́рший сержа́нт primo sergente | ста́рший сержа́нт primo sergente | сержа́нт sergente | сержа́нт sergente | сержа́нт sergente | сержа́нт sergente | сержа́нт sergente | сержа́нт sergente | мла́дший сержа́нт vice sergente | мла́дший сержа́нт vice sergente |      |

| Equivalente NATO  | OR-7             | OR-7                           | OR-6                           | OR-6                           | OR-6                           | OR-6                           | OR-6                           | OR-6             | OR-5             | OR-5             | OR-5             | OR-5             | OR-5             | OR-5                          | OR-4                          | OR-4 |
| ----------------- | ---------------- | ------------------------------ | ------------------------------ | ------------------------------ | ------------------------------ | ------------------------------ | ------------------------------ | ---------------- | ---------------- | ---------------- | ---------------- | ---------------- | ---------------- | ----------------------------- | ----------------------------- | ---- |
| Russia (bandiera) |                  |                                |                                |                                |                                |                                |                                |                  |                  |                  |                  |                  |                  |                               |                               |      |
| старшина́ seniore  | старшина́ seniore | ста́рший сержа́нт primo sergente | ста́рший сержа́нт primo sergente | ста́рший сержа́нт primo sergente | ста́рший сержа́нт primo sergente | ста́рший сержа́нт primo sergente | ста́рший сержа́нт primo sergente | сержа́нт sergente | сержа́нт sergente | сержа́нт sergente | сержа́нт sergente | сержа́нт sergente | сержа́нт sergente | мла́дший сержа́нт vice sergente | мла́дший сержа́нт vice sergente |      |

| Equivalente NATO                                      | OR-7                                                  | OR-7                          | OR-6                          | OR-6                          | OR-6                          | OR-6                          | OR-6                          | OR-6                                   | OR-5                                   | OR-5                                   | OR-5                                   | OR-5                                   | OR-5                                   | OR-5                                   | OR-4                                   | OR-4 |
| ----------------------------------------------------- | ----------------------------------------------------- | ----------------------------- | ----------------------------- | ----------------------------- | ----------------------------- | ----------------------------- | ----------------------------- | -------------------------------------- | -------------------------------------- | -------------------------------------- | -------------------------------------- | -------------------------------------- | -------------------------------------- | -------------------------------------- | -------------------------------------- | ---- |
|                                                       |                                                       |                               |                               |                               |                               |                               |                               |                                        |                                        |                                        |                                        |                                        |                                        |                                        |                                        |      |
| Главный корабельный старшина seniore capo di vascello | Главный корабельный старшина seniore capo di vascello | Главный старшина seniore capo | Главный старшина seniore capo | Главный старшина seniore capo | Главный старшина seniore capo | Главный старшина seniore capo | Главный старшина seniore capo | Старшина 1 статьи seniore di 1ª classe | Старшина 1 статьи seniore di 1ª classe | Старшина 1 статьи seniore di 1ª classe | Старшина 1 статьи seniore di 1ª classe | Старшина 1 статьи seniore di 1ª classe | Старшина 1 статьи seniore di 1ª classe | Старшина 2 статьи seniore di 2ª classe | Старшина 2 статьи seniore di 2ª classe |      |